# 中山博貴
中山 博貴（なかやま ひろき、1985年12月13日 - ）は、鹿児島県出身の元サッカー選手、サッカー指導者。ポジションはMF。

## 来歴
鹿児島城西高校在学中の2003年に九州プリンスリーグで優勝し、全日本ユース選手権に出場した他、U-18日本代表としてAFCユース選手権2004に出場した。
2004年より京都パープルサンガ（現：京都サンガF.C.）に入団し、新人ながらも3得点をあげる。2年目はユース代表の遠征中に怪我をして更にワールドユースの代表に漏れその直後に全治2ヶ月の重傷を負いシーズンの半分以上を欠場した。3年目の2006年はJ1初スタメンの浦和レッズ戦でJ1初ゴールをあげた。
2004年シーズン途中に柱谷幸一が監督に就任してからは4バックを採用することが多くなり、スタメンでの起用は少なくなり、ボランチにも挑戦した。2006年途中に美濃部直彦が監督に就任してからは再び司令塔のポジションを務めていた。
2009年シーズン第33節浦和戦にてJリーグ通算14,000ゴールを決めた。
2011年シーズン前に坊主になりブログにアップ。チームの副キャプテンに就任。2012年シーズンはキャプテンに就任した。
2015年シーズンをもって現役を引退し、2016年より京都の普及部コーチに就任した

## 所属クラブ
- 1992年 - 1997年 鹿児島市立玉江小学校
- 1998年 - 2000年 鹿児島市立伊敷中学校
- 2001年 - 2003年 鹿児島城西高等学校
- 2004年 - 2015年 京都パープルサンガ/京都サンガF.C.

## 個人成績
| 国内大会個人成績 | 国内大会個人成績 | 国内大会個人成績 | 国内大会個人成績 | 国内大会個人成績 | 国内大会個人成績 | 国内大会個人成績 | 国内大会個人成績 | 国内大会個人成績 | 国内大会個人成績 | 国内大会個人成績 | 国内大会個人成績 |
| 年度             | クラブ           | 背番号           | リーグ           | リーグ戦         | リーグ戦         | リーグ杯         | リーグ杯         | オープン杯       | オープン杯       | 期間通算         | 期間通算         |
| 年度             | クラブ           | 背番号           | リーグ           | 出場             | 得点             | 出場             | 得点             | 出場             | 得点             | 出場             | 得点             |
| 日本             | 日本             | 日本             | 日本             | リーグ戦         | リーグ戦         | リーグ杯         | リーグ杯         | 天皇杯           | 天皇杯           | 期間通算         | 期間通算         |
| ---------------- | ---------------- | ---------------- | ---------------- | ---------------- | ---------------- | ---------------- | ---------------- | ---------------- | ---------------- | ---------------- | ---------------- |
| 2004             | 京都             | 15               | J2               | 19               | 3                | -                | -                | 0                | 0                | 19               | 3                |
| 2005             | 京都             | 15               | J2               | 2                | 0                | -                | -                | 1                | 0                | 3                | 0                |
| 2006             | 京都             | 15               | J1               | 11               | 2                | 2                | 0                | 1                | 0                | 14               | 2                |
| 2007             | 京都             | 15               | J2               | 19               | 3                | -                | -                | 1                | 0                | 20               | 3                |
| 2008             | 京都             | 15               | J1               | 14               | 0                | 6                | 0                | 1                | 0                | 21               | 0                |
| 2009             | 京都             | 15               | J1               | 8                | 1                | 1                | 0                | 2                | 0                | 11               | 1                |
| 2010             | 京都             | 15               | J1               | 29               | 1                | 5                | 0                | 2                | 0                | 36               | 1                |
| 2011             | 京都             | 15               | J2               | 35               | 5                | -                | -                | 5                | 1                | 40               | 6                |
| 2012             | 京都             | 15               | J2               | 39               | 6                | -                | -                | 2                | 1                | 41               | 7                |
| 2013             | 京都             | 15               | J2               | 16               | 0                | -                | -                | 0                | 0                | 16               | 0                |
| 2014             | 京都             | 15               | J2               | 28               | 0                | -                | -                | 2                | 1                | 30               | 1                |
| 2015             | 京都             | 15               | J2               | 1                | 0                | -                | -                | 0                | 0                | 1                | 0                |
| 通算             | 日本             | 日本             | J1               | 62               | 4                | 14               | 0                | 6                | 0                | 82               | 4                |
| 通算             | 日本             | 日本             | J2               | 159              | 17               | -                | -                | 11               | 3                | 170              | 20               |
| 総通算           | 総通算           | 総通算           | 総通算           | 221              | 21               | 14               | 0                | 17               | 3                | 252              | 24               |

その他の公式戦
- 2007年
  - J1・J2入れ替え戦 2試合0得点
- 2012年
  - J1昇格プレーオフ 1試合0得点
- 2013年
  - J1昇格プレーオフ 1試合0得点

- J1初出場 2006年8月12日 ガンバ大阪戦
- J2初出場 2004年4月17日 アビスパ福岡戦
- J1初ゴール 2006年9月30日 浦和レッドダイヤモンズ戦
- J2初ゴール 2004年7月24日 アビスパ福岡戦

## 代表歴
- 2008年 U-23日本代表

## 指導歴
- 2016年 - 京都サンガF.C. 普及部コーチ